# Большое Попово
Большо́е Попо́во — село Лебедянского района Липецкой области. Центр Большепоповского сельсовета. Расположено на левом берегу реки Дон — точно напротив устья реки Красивой Мечи.
Юго-западнее Большого Попова находится посёлок Сахарного Завода.

## История
Появилось в начале XVII или в конце XVI века. Место это называлось Поповой поляной, отсюда — название.
По данным 1627—1628 годов — село Больша́я Попо́ва Поля́на Лебедянского уезда. Тогда же существовала деревня Малая Попова Поляна; отсюда — определение Большое.
В 1890 году через Большое Попово прошла железнодорожная линия Лев Толстой — Лебедянь — Елец. В 1958 году здесь была построена станция Красивая Меча. Ныне в Большом Попове есть и вторая — ост. п. 47 км.

## Население
| 2010 |
| ---- |
| 705  |

## Достопримечательности
В селе есть церковь, почти полностью отреставрированная сегодня.

## Известные уроженцы
- Александр Сергеевич Можайский — советский инженер-строитель, Герой Социалистического Труда;
- Иван Сидорович Скуратов — советский и российский военачальник, генерал-полковник.